# Juglans pyriformis
Juglans pyriformis ist eine mexikanische Baumart der Gattung Walnüsse (Juglans).

## Merkmale
Juglans pyriformis ist ein großer, laubwerfender Baum. Er erreicht Wuchshöhen von 10 bis 25 m, besitzt einen geraden, aufrechten Stamm und erreicht einen Brusthöhendurchmesser von 90 cm und mehr. Die Zweige sind gedrungen, schokoladenbraun bis graubraun, mit auffälligen Lentizellen. bei Pflanzen mit behaarten Blättern sind die Zweige drüsig behaart und bald verkahlend, bei Pflanzen mit kahlen Blättern sind die Zweige ebenfalls kahl. Das Mark der Zweige ist hellbraun. Die endständige Knospe länglich, schlank und hellbraun. Sie seitlichen Knospen sind braun, kahl oder manchmal grau behaart. 
Die Blätter sind groß, rund 40 bis 60 cm lang und bis 30 cm breit. Sie sind unpaarig, seltener paarig gefiedert. Die Rhachis ist je nach Baum samtig oder drüsig oder auch kaum behaart. Die 18 bis 31 Fiederblättchen stehen wechselständig bis gegenständig, sind lanzeolat bis länglich-lanzeolat und 10 bis 15 cm lang und 3 bis 4,5 cm breit. Sie sind nicht bis kaum gestielt, der Blattgrund ist herzförmig bis  gestutzt oder gerundet, und leicht asymmetrisch. Das Ende läuft in einer langen Spitze aus. Der Blattrand ist gesägt. Die Blattoberseite ist kahl bis fast kahl und nur an den Nerven behaart. Die Blattunterseite kann stärker behaart sein, aber auch kahl. 
Die männlichen Kätzchen sind 18 bis 22 cm lang und bestehen aus eher großen, entfernt stehenden Blüten. Deren Tragblatt ist mit 1 mm eher klein. Es ist rundlich, wenig behaart und steht an der Spitze des Blütenstiels an der Basis des Blütenbecher. Die Blüte trägt 43 bis 58 Staubblätter, deren Antheren kahl sind. 
Der weibliche Blütenstand ist eine Ähre von rund 4 cm Länge mit drei Blüten. Das Tragblatt und die zwei Brakteolen sind miteinander und mit der Basis der Blüte verwachsen. Es gibt vier 3 bis 4 mm lange Kelchblätter. Der Griffel ist zweiteilig.
Die Frucht ist eine steinfrucht-ähnliche Nuss mit einer Hülle. fast kugelig bis leicht birnenförmig, wovon sich auch das Art-Epithet pyriformis (= birnenförmig) ableitet. Sie sind 4,5 bis 5 cm lang bei einem Durchmesser von 4,3 bis 4,7 cm. Die Oberfläche ist kahl und mit großen, grauen bis hellbraunen Warzen besetzt. Die Nuss ist groß, hart und dickschalig, fast kugelig bis zusammengedrückt. Sie ist 3,5 bis 4 cm lang, im Querschnitt 4 × 3,5 bis 4,5 bis 4 cm groß. Sie ist stark längsgerippt, mit schmalen, aber abgerundeten bis breiten und flachen Rippen. Die Furchen sind besonders an der Basis der Nuss tief.

## Verbreitung
Juglans pyriformis ist ein Endemit Mexikos: Die Art kommt nur in der Sierra Madre Oriental in den Bundesstaaten Veracruz und Hidalgo vor.

## Belege
- Wayne E. Manning: The Genus Juglans in Mexico and Central America. Journal of the Arnold Arboretum, Band 38, 1957, S. 121–150.
- Héctor V. Navare Flores: Juglandaceae. Flora de Vera Cruz, Band 31, Instituto Nacional de Investigaciones sobre Recursos Bióticos, Xalapa 1983, ISBN 84-89600-51-1